# Saria
Saria (em grego:  Σαρία) é uma ilha da Grécia, pertencente ao arquipélago do Dodecaneso, localizada ao sul do mar Egeu. A ilha ocupa uma área de 21 km² e possui uma população de 45 pessoas, segundo censo de 2011. Administrativamente, pertence ao município de Cárpatos, na unidade regional homônima.